# エイブ・ローゼンタール
エイブ・ローゼンタール (Abe Rosenthal) ことエイブラハム・マイケル・ローゼンタール（Abraham Michael "A.M." Rosenthal、1922年5月2日 - 2006年5月10日）は、アメリカ合衆国のジャーナリスト。アメリカ高級紙ニューヨーク・タイムズの編集長。コラムニスト。1960年国際報道でピューリッツアー賞を受賞。2002年大統領自由勲章受章。

## 略歴
カナダのオンタリオ州スーセントマリーで、ユダヤ人の家庭に生まれる。エイブがまだ幼少の時に一家でアメリカ合衆国ニューヨーク市のブロンクスに移住。ニューヨーク市立大学シティカレッジ卒業。大学在学中の1943年にニューヨーク・タイムズの学生記者となり、1944年に正式に報道記者となる。1963年以後、編集者としてベトナム戦争、ペンタゴン・ペーパーズ、ウォーターゲート事件を含む数多くの国際的な報道に携わる。

## 年譜
- 1922年、カナダのオンタリオ州で生誕する。
- 1943年、ニューヨーク・タイムズ入社（以後1999年の退社まで56年間同社に所属する）
- 1977年 - 1988年、ニューヨーク・タイムズ編集長
- 1987年 - 1999年、ニューヨーク・タイムズのコラムニスト
- 1999年、ニューヨーク・タイムズ退社
- 1999年 - 2004年、デイリーニューズのコラムニスト
- 2006年、マンハッタンにて84歳で亡くなる。墓石には、"He kept the paper straight"と記された。